# Inge II Młodszy
Inge II Młodszy (zm. 1130) – król Szwecji od 1118.
Był synem Halstena, króla Szwecji, i młodszym bratem króla Filipa. Po śmierci tego ostatniego objął rządy.
Poślubił Ulfhildę, córkę Håkona Finnsona.